# 토고군
토고군(프랑스어: Forces armées togolaises)은 육군, 해군, 공군, 그리고 국가 헌병대로 구성된 토고의 국가 군대이다. 2005년 회계 연도 동안의 총 군사 지출은 토고 GDP의 1.6%였다. 군사 기지는 로메, 테메자, 카라, 니암투구, 그리고 다파옹에 존재한다. 현재 총참모장은 2020년 12월 6일에 취임한 다자 마가나웨 준장이다.

## 조직

### 육군
현재 육군 참모총장은 블레이킴 위야오 발리 대령이다. 보도에 따르면 토고군의 정예 대통령 경호원들은 국제적으로 지명 수배된 라이베리아 군 사령관이자 전범인 벤저민 예이튼에 의해 훈련을 받는다.

### 해군
토고 해군은 1976년 5월 1일 토고 해안과 로메 항구의 약 34마일(55 km)을 경비하기 위해 창설되었다. 현재 두 척의 나무 껍질 경비함인 카라 (P 761)와 모노 (P 762)가 있으며 둘 다 1976년부터 운용되고 있다. 2014년 7월 7일, 토고 해군은 아구 (P 763)라는 이름의 RPB 33 경비함을 받았다. 현재, 해군 참모총장은 함장 아티오그베 아메치페이다.

### 공군
토고 공군은 1964년에 창설되었고, 프랑스의 영향력은 여전히 사용되는 항공기를 선택하는데 있다. 2020년부터 공군 참모총장은 타산티 자토 대령이 맡고 있다. C-47 스카이트레인은 1960년부터 1976년까지 공군의 일부였다. C-47을 대체한 것은 1976년 DHC-5D 버팔로 STOL 수송기 2대였다. 또한 같은 해, 토고는 에스카드릴 드 샤세를 만들기 위해 브라질로부터 5대의 전 독일 공군 푸가 마지스터 무장 제트 트레이너와 7대의 EM.326GB를 인수했다. 토고의 무장 제트 트레이너 함대는 1981년 알파 제트기 5대와 1986년 피스톤 엔진인 에어로 스페이스티컬 TB-30 엡실론 3대를 인도하여 업그레이드 되었다. 푸가 마지스터는 1985년 프랑스로 돌아왔다.
현재는 수송기가 있는 로메 토코인 공항의 로메 수송기지와 전투부대가 있는 니암투구 국제공항의 니암투구 전투기지에 집중되어 있다.
2022년 8월 튀르키예 바이카르로부터 바이락타르 TB2 UCAV를 인수했다.